# Näverkåtaträsket
Näverkåtaträsket är en sjö i Norsjö kommun i Västerbotten och ingår i Rickleåns huvudavrinningsområde. Sjön har en area på 0,252 kvadratkilometer och ligger 297,9 meter över havet. Sjön avvattnas av vattendraget Nördbäcken.

## Delavrinningsområde
Näverkåtaträsket ingår i det delavrinningsområde (720061-168114) som SMHI kallar för Mynnar i Nörd-Lidsträsket. Medelhöjden är 308 meter över havet och ytan är 24,91 kvadratkilometer. Det finns inga avrinningsområden uppströms utan avrinningsområdet är högsta punkten. Nördbäcken som avvattnar avrinningsområdet har biflödesordning 2, vilket innebär att vattnet flödar genom totalt 2 vattendrag innan det når havet efter 130 kilometer. Avrinningsområdet består mestadels av skog (56 procent) och sankmarker (26 procent). Avrinningsområdet har 1,8 kvadratkilometer vattenytor vilket ger det en sjöprocent på 7,2 procent.